# Нане
Нане е село в Южна България. То се намира в община Кирково, област Кърджали.

## География
Село Нане се намира в планински район.

## История
1. ↑  www.grao.bg